# 187636 Chungyuan
187636 Chungyuan este o planetă minoră (asteroid) din centura de asteroizi. A fost descoperită pe 6 februarie 2007 la Lulin Observatory⁠(d) de Lin Hongqin⁠(d). 
Obiectul prezintă o orbită caracterizată de o semiaxă mare de 3,0558440154383 UAi, o excentricitate de 0,10093742263416, o înclinație de 5,8049139949237 ° în raport cu ecliptica.